# Gnophos pulverulenta
Gnophos pulverulenta är en fjärilsart som beskrevs av W. Warren 1897. Gnophos pulverulenta ingår i släktet Gnophos och familjen mätare. Inga underarter finns listade i Catalogue of Life.